# تگرک (شهرستان نارین)
تگرک (به لاتین: Tegerek) یک روستا در قرقیزستان است که در شهرستان نارین واقع شده‌است. تگرک ۶۶ نفر جمعیت دارد.